# Tihaboj
Tihaboj ali Tihoboj je gručasto naselje v krajevni skupnosti Gabrovka v Občini Litija. Leži na terasi v Gabrovškem gričevju, delu Mirnske doline, ob cesti, ki povezuje Litijo in Mirno. Pokrajina je fluviokraška. K naselju spadajo tudi zaselki Mlake, Orešje in Psina. Prebivalci se ukvarjajo pretežno s kmetijstvom in obrtništvom, veliko se jih vozi na delo v bližnje kraje. Glavna znamenitost vasi je zgodnjebaročna cerkev svetega Marka v osrednjem delu kraja. Območje vasi in bližnje doline Mlaškega potoka je zavarovano kot kulturna krajina; tu je tudi pomembno arheološko najdišče.

## Lega, relief in rastje
Tihaboj leži na nadmorski višini 374 metrov ob stari regionalni cesti, ki povezuje Moravče in Mirno. Del vasi leži na hribu, drugi del pa v dolini. Vas je dolga okoli 800 metrov. Hiše stojijo ob cesti, nekaj pa jih je od ceste oddaljenih do 300 metrov. Kraj je približno 2 km oddaljen od Gabrovke, 16 km od Trebnjega, 34 km od Novega mesta. Cesta, ki ima oznako R2 417, je v zelo slabem stanju.
Pokrajino pokriva apnenec s primesmi dolomita. Vzhodno od vasi leži najvišji hrib v okolici, Reber, z nadmorsko višino 600 metrov. Pobočja Rebri porašča hrast graden z grahorjem. V tem hribu je tudi Jama v Rebri. Na zahodni strani se razprostira dolina, kjer ležijo njive in travniki. Po njeni sredini teče potok Gabrovščica, ki pa ob sušnem obdobju presahne. Južno od Tihaboja se razteza valovita dolina Mlaškega potoka, imenovana Mlake, ki je fluviokraška depresija. Tu vzporedno tečeta Kamnarica in Homščica. Ob vzhodnem robu vasi teče tudi Tihabojski potok, kjer je poplavno območje. Ta potok izvira v Rebri in teče mimo vasi proti Lukovcu in naprej proti Mirni. Skozi dolino gradijo daljnovod Beričevo-Krško.

## Prebivalstvo in gospodarstvo
Tihaboj ima okoli 95 prebivalcev. Prebivalstvo te vasi je bilo leta 2002 dokaj mlado saj so dobro tretjino zasedali mladi do 25 let, slabo tretjino starejši do 55 let in preostanek starejši od 55 let. Veliko družin je sestavljeno iz treh generacij. To so stari starši, starši in njihovi otroci.
Prebivalci vasi se ukvarjajo pretežno s kmetijstvom – živinorejo in poljedelstvom. Skoraj vsaka domačija ima svoje živali in nekaj travnikov ter gozda. Večina kmetij se ukvarja z govedorejo, naj si bo za zakol ali pa za pridelavo mleka. Najbolj znana kmetija daleč naokoli je Reja prašičev Strah, v lasti družine Strah. So največji rejci prašičkov v tem delu Slovenije. Poleg prašičereje se ukvarjajo tudi z gozdarstvom, žagarstvom, prevozi, strojnimi uslugami, itd.. V zaledju Tihaboja je veliko vinogradov.
Tihabojčani se ukvarjajo tudi z obrtništvom: kovinarstvom, avtokleparstvom in drugimi servisnimi in obnovitvenimi deli. Poleg tega se jih približno polovica vozi v službe na Mirno, v Litijo, Šmartno, Ljubljano, Gabrovko in na Čatež. V Rebri nad Tihabojem so v preteklosti lomili t. i. črni kmen, iz katerega so izdelovali predvsem vratne portale, pogosto okrašene s stilizirano vinsko trto in grozdi. Otroci obiskujejo osnovno šolo v Gabrovki, kamor se vozijo z organiziranim šolskim prevozom.

## Izvor imena
Ime vasi Tihaboj se prvič pojavi leta 1136 kot Tehaboj (druge zgodnje omembe so Tenchebvo leta 1250, Techeloy leta 1343, Tethenoy leta 1384, Teihawoy leta 1436). Srednjeveški zapisi , da ime izvira iz *Těxobojь, kar je verjetno osebno ime, sestavljeno iz *těxa 'uteha, tolažba' in *bojь 'boj'.
O izvoru imena obstajata dve različni ljudski razlagi. Leta 1936 so Ameriški Slovenci v Clevelandu v svojem časopisu objavili naslednjo razlago: v preteklosti so se prebivalci tega območja preživljali z ropom in so radi napadali svoje sosede. Tako so tudi prebivalci te vasi izvedeli, da jih nameravajo sosedje napasti. Postavili so stražo. Ko je prebivalstvo mirno spalo, je sovražnik napadel, vendar se je uštel. Budna straža je sovražnika iz zasede napadla in ga po tihem premagala.
Po drugi ljudski razlagi je ime vasi povezano s časi turških vpadov na Slovensko. Neke noči so Turki napadli vas, ki se zdaj imenuje Tihaboj. Možje so se poskrili, da jih Turki ne bi našli in pobili. Žene so se dogovorile za ukano, s katero bi jim uspelo premagati Turke. Tako so jim dale piti in jesti. Ko so siti in rahlo vinjeni zaspali, je neka žena potiho prijela za sekiro in odsekala glavo turškemu poglavarju. Možje pa so potem pobili še ostale vojake.
Leta 1941 je bila v mladinskem časopisu Vrtec objavljena pravljica o nastanku imena Tihoboj, po kateri je vasi dala ime sveta Neža, potem ko so jo uničili sovražniki, ker so vaščani zapustili boga.
V Napakah slovenskega pisanja, svojem najpomembnejšem jezikoslovnem delu, je pisatelj Fran Levstik zapisal, da je ime vasi Tehaboj eno najlepših na svetu in naj bi se ne pisalo kot Tihaboj, saj da ga domačini tako ne izgovarjajo. Etimolog France Bezlaj razlaga, da ime Tihaboj izhaja iz svojilne oblike imena Tichobǫd.

## Zgodovina
Območje je bilo poseljeno že v prazgodovini, kar dokazujejo halštatske in latenske najdbe na griču Kostjavcu severovzhodno od vasi. Kraj se prvič omenja leta 1136 kot last šentviške cerkve. Do leta 1775 je del vasi spadal pod župnijo Mirna in so imeli svojo cerkev svete Marjete, drugi del pa k vikariatu svetega Križa. Ob cerkvah sta bili tudi pokopališči. Po združitvi so cerkev svete Marjete opustili, pokopališče ob njej pa se je ohranilo. Maja 1908 je del vasi hud prizadel požar. Do tega je prišlo ob neki poroki, ko so streljali z možnarji. V drugi svetovni vojni so vas zasedli najprej Nemci, nato Italijani, po letu 1943 pa zopet Nemci. Leta 2008 so vaščani praznovali stoletnico obnove po požaru.

## Javne zgradbe
Osrednja javna zgradba v vasi je podružnična cerkev svetega Marka južno od glavne ceste, nastala v začetku 17. stoletja. Zvonik iz leta 1669 ima kvadraten tloris in nad polovico višine prehaja v osmerokotnik s stožčasto streho. Stavba ima dva vhoda, pravokotno ladjo, pravokoten prezbiterij in na severni strani prizidano zakristijo. Glavni oltar s kipom sv. Marka in ostalih evangelistov je leta 1907 v neorenesančnem slogu izdelal J. Campidelli iz Beljaka. Stranska oltarja sta baročna in sta nastala v prvi polovici 17. stoletja. Osrednja slika levega oltarja prikazuje Marijino obiskovanje, nad njo je sveta Trojica. Desni oltar iz 1655 obsega zidano menzo, osrednjo sliko sv. Notburge in nad njo sliko sv. Izidorja. Križev pot je delo Leopolda Layerja ali njegove delavnice.
Na koncu vasi stoji gasilski dom, poleg njega pa sta asfaltirano športno igrišče in mlekarna. Ob robu vasi je tudi pokopališče z mrliško vežico, kjer se pokopi sicer ne opravljajo več, grobovi pa so še vedno obiskovani in urejeni. Na pokopališču stoji velik križ, pod njim pa je izdolben kamen, v katerem se vse leto zadržuje voda. O tem kamnu je v Slavi Vojvodine Kranjske konec 17. stoletja pisal že Valvazor. Maša se v cerkvi sv. Marka obhaja vsaj trikrat na leto: zadnjo nedeljo v aprilu, ko goduje sveti Marko, po katerem se cerkev imenuje; drugega novembra v spomin vseh svetih; junija, poljska maša za blagoslov polj. 

## Gasilsko društvo
V Tihaboju je aktivno prostovoljno gasilsko društvo PGD Tihaboj, ustanovljeno leta 1938. Društvo dosega zelo dobre rezultate na tekmovanjih tako na občinski kot tudi na državni ravni. Tako so leta 2009 dosegli prva mesta naziv državnega podprvaka v orientaciji, leta 2008 v isti kategoriji pa naziv državnega prvaka. Tudi leta 2010 sta se dve skupini uvrstili na državno prvenstvo.

## Znani prebivalci
- Diego Barrios Ross,[39] venezuelski pevec in glasbeni pedagog
- Vid Jerič,[40] slovenski partizan, polkovnik, politik in lovec
- Marjeta Mrhar,[41] sestra usmiljenka, misijonarka